# Lithurgus cephalotes
Lithurgus cephalotes is een vliesvleugelig insect uit de familie Megachilidae. De wetenschappelijke naam van de soort is voor het eerst geldig gepubliceerd in 1977 door van der Zanden.